# William Towns
William Towns (* 1936; † 1993) war ein britischer Autodesigner.
Fahrzeuge wie der Aston Martin DBS (1967), Jensen-Healey (1972) und Aston Martin Lagonda (1974) wurden von ihm entworfen. Towns arbeitete als Designer für Rootes (Sitze, Türgriffe etc.) und für den Automobilhersteller Rover. 1966 wechselte er zu Aston Martin und prägte dort das Design der Fahrzeuge in den 1970er Jahren.

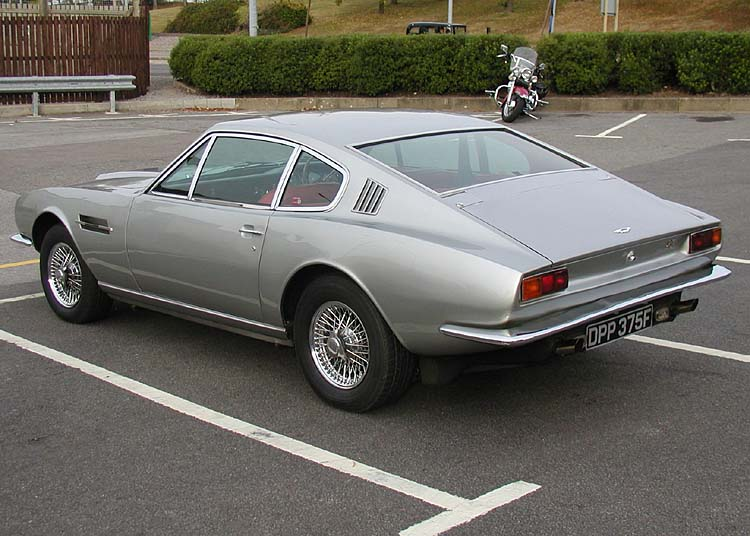
Aston Martin DBS Vantage

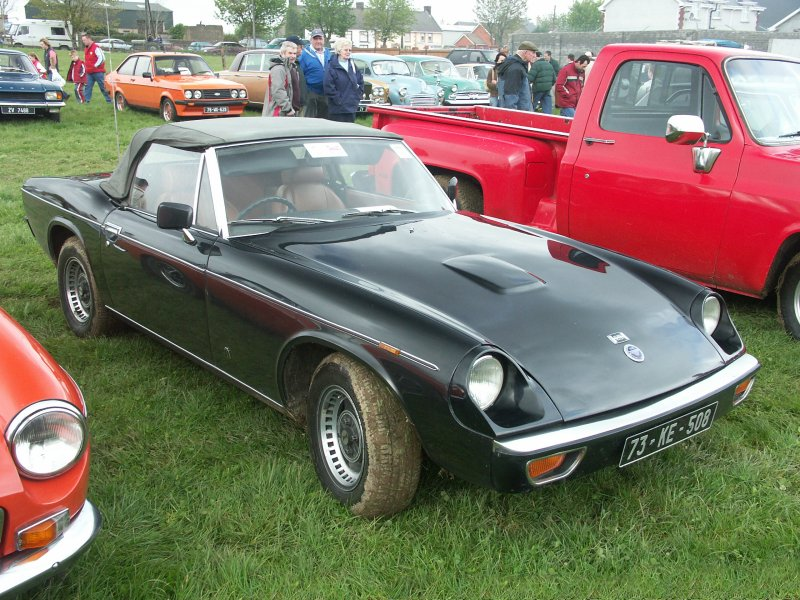
Jensen-Healey

## Designer der Automobile
- 1964 Rover-B.R.M. Gasturbinenauto (mit David Bache)
- 1967 Aston Martin DBS und V8
- 1972 Jensen-Healey
- 1972 Minissima
- 1974 Aston Martin Lagonda Serie 1
- 1974 Guyson E 12
- 1976 Microdot
- 1976 Aston Martin Lagonda Series 2–4
- 1978 Hustler in seinem Unternehmen Interstyl
- 1980 Aston Martin Bulldog
- 1985 TXC Tracer
- 1988 Reliant Scimitar SS2
- 1989 Railton F28 Fairmile und F29 Claremont